# Bruno Galler
Bruno Galler, né le 21 octobre 1946, est un arbitre suisse de football. Débutant en 1974, il fut international de 1978 à 1992. 

## Carrière
Il a officié dans des compétitions majeures : 
- Coupe du monde de football de 1982 (1 match)
- Coupe UEFA 1983-1984 (finale aller)
- Euro 1988 (1 match)
- Coupe d'Europe des vainqueurs de coupe de football 1989-1990 (finale)
- Euro 1992 (finale)